# Владимир Војиновић
Владимир Војиновић (Бугојно, 1917 — Сарајево, 1999) био је српски сликар и ликовни педагог.

## Биографија
Владимир Војновић је завршио државну школу за ликовну умјетност у Сарајеву. Студије је наставио у Француској и Италији.